# عبدالرزاق شحات
عبدالرزاق شحات (انگلیسی: Abderrazak Chahat؛ زادهٔ ۱۴ ژانویهٔ ۱۹۶۲) بازیکن فوتبال است.
وی همچنین در تیم ملی فوتبال تونس بازی کرده‌است.